# Gomphrena flaccida
Gomphrena flaccida là loài thực vật có hoa thuộc họ Dền. Loài này được R.Br. mô tả khoa học đầu tiên năm 1810.